# Arachis ipaensis
Arachis ipaensis là một loài cây thân thảo trong họ Đậu. Loài thực vật này được sử dụng làm nguồn gene để nghiên cứu sinh thực vật của các loài cây chi lạc (Arachis hypogaea).